# Lannea coromandelica
Lannea coromandelica là một loài thực vật có hoa trong họ Đào lộn hột. Loài này được (Houtt.) Merr. mô tả khoa học đầu tiên năm 1938.

## Hình ảnh

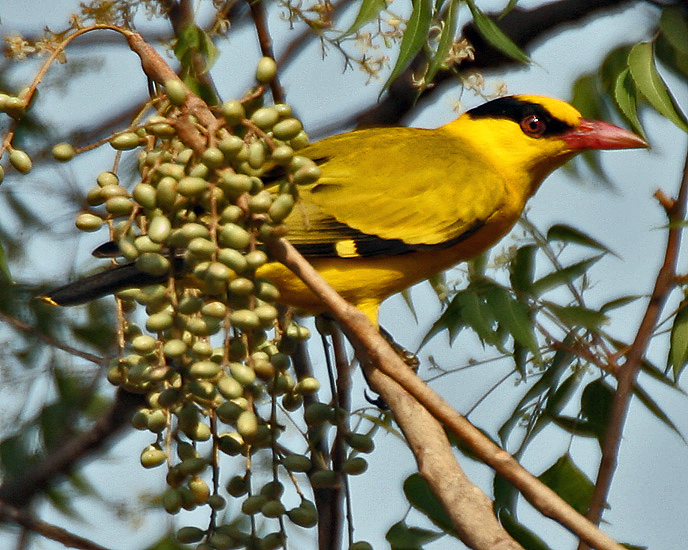
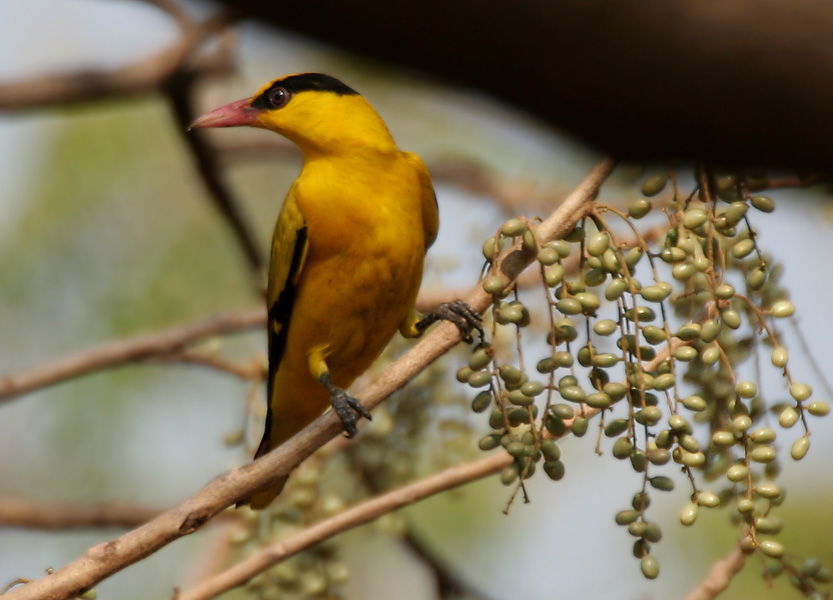
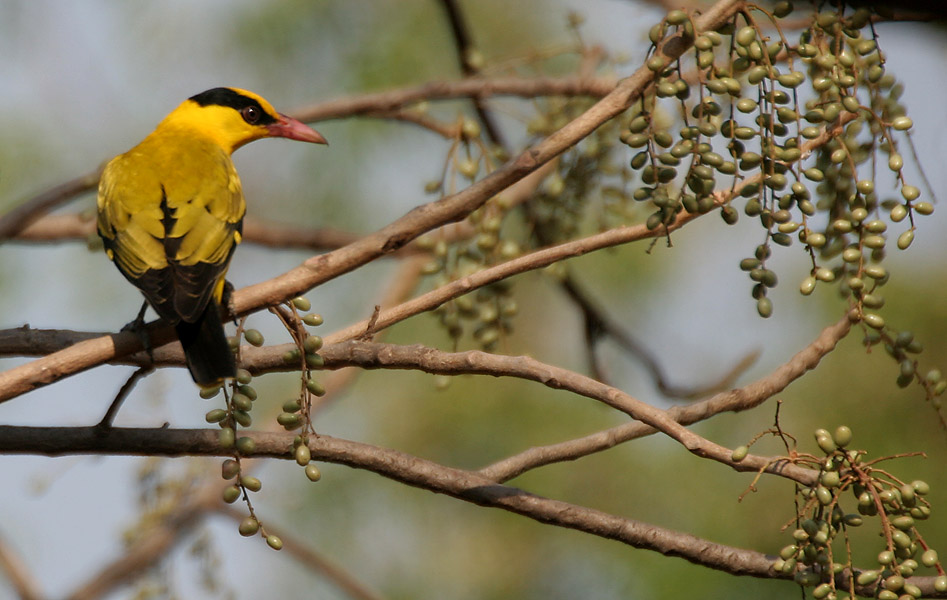
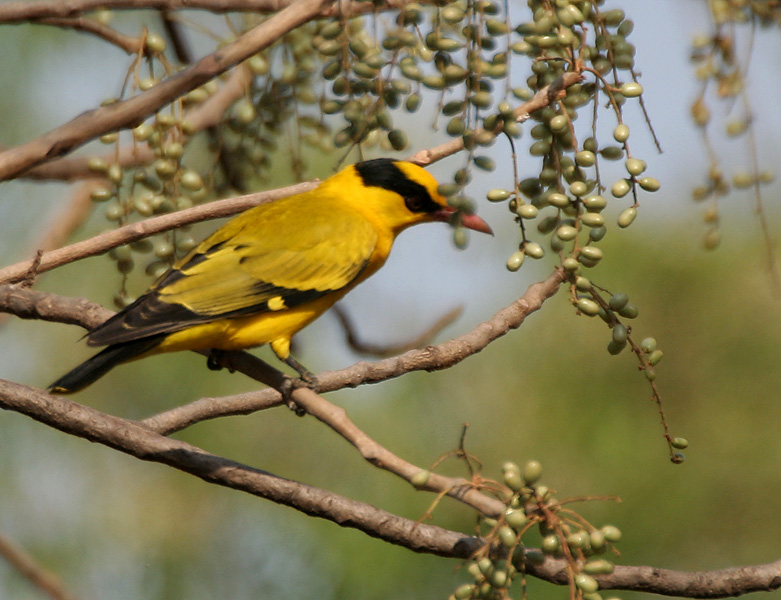